# アヤシモン
『アヤシモン』は、賀来ゆうじによる日本の漫画。『週刊少年ジャンプ』（集英社）において、2021年50号から2022年26号まで連載された。新宿の歌舞伎町を舞台としている。周囲から恐れられた少年が、裏社会を牛耳る「妖し者（あやしモン）」と戦う様子を描いた作品。

## 沿革
2021年11月8日発売の『週刊少年ジャンプ』49号にて、本作の連載について発表される。この時点では「妖しき裏社会バトル」と掲げられていた。同年11月15日発売の同誌50号より、連載を開始。連載の開始を記念して、PVを公開。連載開始時には藤本タツキと龍幸伸から本作を応援するイラストがTwitter上に寄せられ、作者の賀来のいとこであるつるの剛士がインスタグラムで本作についてコメントを発表した。

## 登場人物
声はボイスコミックスの担当声優。

### 主要人物
海堂 マルオ（かいどう マルオ）
声 - 岡本信彦
本作の主人公。モブ顔の少年で顔の絆創膏と両手のテーピングがトレードマーク。ウララの子分。漫画好き。
人間でありながら、妖し者も驚愕するほどの膂力を持つ少年。幼いころに父親から暴力を受けて育っており、偶然にも家にあった漫画を読んでから、漫画の主人公に憧れた。自分も漫画の主人公のようになりたいがために、作中の特訓を真似しており8歳の時点で拳で岩を殴って壊せるほどにまで成長している。
「まれびと」と呼ばれる人知を越えた存在。
ウララの用心棒や子分としての覚悟を見せるため、背中に刺青を入れる。道具も何もなかったため、素人のテンがペンで描いたが、後にウララが背中に刻んでくれた。
ウララ
声 - 内田真礼
着物を着た少女。髪型は巻いた髪が角のようになっている。背中の刺青が変化しており、マルオを子分にする前と後ではデザインが違う。
初代炎魔会会長である鬼王の隠し子。鬼王の死後、鬼王の死の真相を突き止め、形見である代紋の回収、仇討ち、そして炎魔会の壊滅を目的として新宿に来た。
マルオとは、炎魔会の構成員に追われているところを助けられており、その人間離れした怪力から同じ妖し者だと思い、子分に勧誘した。
妖し者だが、鬼としての本来の力は懐刀に封印されている。封印を解いたとしても本来の鬼の姿になれる時間は1分であり、その姿になった後は数日は寝込むほどに消耗する。
テン
声 - 紙本瞬
ウララ組の構成員。妖し者。正体は天吊るし。
田舎にいたが、このままだと存在が消えかかってしまうことを恐れて、肉体となるお金を求めて上京。騙されて詐欺組織の下っ端として辛い目に逢っていた。
マルオを「兄ィ」、ウララを「姉御」と呼ぶ。
繋がっている天井なら、どこでも移動できる能力をもつ。
面の力によって能力の効果範囲が広がり、地上のものを地下の天井に引き込むなどのことも可能。

### 炎魔会
灯 独歩（あかり どっぽ）
二代目炎魔会の会長。男性。正体は火取り魔。
火を操るが、熱くはなく逆に熱を奪うもの。氷柱や吹雪をおこすことができる。
恐怖映画やホラー漫画が好きであり、自分でも描いているが納得のいく出来映えにはなっていない。妖し者を殺さずに痛ぶる方法として、死なない程度に部分的に壊すことで作品にして、自分の恐怖を表現する存在にしている。
コットン
男性。炎魔会傘下「轟連合」の総長。正体は一反木綿。鬼王を心から尊敬している。すぐキレてしまう癖がある。
ウララが鬼王の娘の証として、角彫りの鞘と妖気を見せたため、忠誠を尽くすことを誓っている。
ウララの味方にはなるものの、マルオたちの味方になったわけではなかったため、たいまんで決めることになった。
暴走族である轟連合は総勢2000人。

### その他
橋姫（はしひめ）
スーツ姿の女性。妖し者だが、普段は一般人になりすまし、新宿御苑の園の職員として働いている。人間としての名前は橋口姫子。夜は妖し者として、門番を務めており侵入者を排除する役目を担っている。
鬼王が最も信頼した部下であり、ウララの世話係をしていた。鬼王の死後、独断でウララを逃がしており、ウララが妖し者の世界に関わらないように距離を置かせようとした。
戦闘時は蝋帷子という蝋を肉体に纏って大男のような姿になり闘う。
独歩からウララたちを逃がすために、単身で独歩に立ち向かい肉体を破壊された。

## 用語
妖し者
妖怪が実現化した存在。
四大勢力
炎魔会から分裂した、特に危険な四つの組織。

## 評価
漫画好きとして知られているJuice=Juiceの元メンバーの宮本佳林は2021年12月時点で、『週刊少年ジャンプ』の連載をリアルタイムで追いかけており、同誌で連載されている新しい作品の中で「とても面白い」作品の1作に本作を挙げている。

## 書誌情報
- 賀来ゆうじ 『アヤシモン』集英社〈ジャンプ・コミックス〉、全3巻
  1. 「遊んでやるよ、ドちんぴラ」2022年3月4日発売[4][31]、ISBN 978-4-08-883039-1
  2. 「"親子"だろ」2022年6月3日発売[32]、ISBN 978-4-08-883141-1
  3. 「ウララ組」2022年8月4日発売[33]、ISBN 978-4-08-883199-2